# Domažlice (distrikt)
Domažlice är ett distrikt i Tjeckien. Det ligger i regionen Plzeň, i den västra delen av landet, 130 km sydväst om huvudstaden Prag. Antalet invånare är 58 963. Arean är 1 123 kvadratkilometer. Distriktet Domažlice gränsar till Landkreis Neustadt an der Waldnaab, Landkreis Schwandorf och Landkreis Cham. 
Terrängen i Domažlice är kuperad åt sydväst, men åt nordost är den platt.
Distriktet Domažlice delas in i:
- Horšovský Týn
- Mutěnín
- Hostouň
- Újezd
- Česká Kubice
- Chocomyšl
- Štichov
- Všeruby
- Nový Pařezov
- Horní Kamenice
- Díly
- Neuměř
- Velký Malahov
- Hlohová
- Babylon
- Brnířov
- Milavče
- Pocinovice
- Hora Svatého Václava
- Křenovy
- Drahotín
- Luženičky
- Domažlice
- Bělá nad Radbuzou
- Chodov
- Chodská Lhota
- Meclov
- Pec
- Holýšov
- Staňkov
- Rybník
- Kdyně
- Loučim
- Poběžovice
- Klenčí pod Čerchovem
- Nová Ves
- Libkov
- Kanice
- Puclice
- Stráž
- Trhanov
- Mezholezy
- Srby
- Nemanice
- Němčice
- Draženov
- Postřekov
- Srbice
- Mezholezy
- Osvračín
- Spáňov
- Kout na Šumavě
- Semněvice
- Kaničky
- Vidice
- Černovice
- Úboč
- Hvožďany
- Bukovec
- Otov
- Všepadly
- Ždánov
- Pasečnice
- Tlumačov
- Mnichov
- Blížejov
- Zahořany
- Hradiště
- Čečovice
- Čermná
- Nový Kramolín
- Vlkanov
- Všekary
- Hlohovčice
- Pelechy
- Kvíčovice
- Močerady
- Mrákov
- Nevolice
- Úsilov
- Únějovice
- Mířkov
- Poděvousy
- Chrastavice
- Koloveč

Följande samhällen finns i distriktet Domažlice:
- Domažlice
- Kdyně
- Klenčí pod Čerchovem